# Enfoque interaccional
El enfoque interaccional es una teoría de sistemas que a su vez forma parte de las teorías de la comunicación. Este enfoque, que analiza las consecuencias pragmáticas de la comunicación interpersonal (entre personas), fue planteado por un grupo de teóricos, biólogos, antropólogos, sociólogos y científicos que pertenecían a la Universidad Invisible de Palo Alto, California. Esta teoría plantea básicamente que la comunicación es un sistema abierto de interacciones que se dan en un entorno o contexto determinado. El enfoque interaccional está conformado por 3 premisas básicas y 5 axiomas o leyes universales.

## Principios
- El Principio de Totalidad: Cualquier cambio en una parte del sistema afecta a todas las demás partes, modificando el todo. Plantea que el contexto o el marco también forman parte del todo, por lo que se puede llegar a la concepción holística de Aristóteles de: El todo es más que la suma de sus partes.

- El Principio de Causalidad Circular: Es lo contrario a la concepción lineal de la comunicación, donde el efecto retroactúa sobre su causa. Se puede plantear la comunicación como un juego complejo de implicaciones mutuas (experiencias o relaciones anteriores), de acciones y retroacciones envueltas en un ciclo comunicacional.

El concepto de comunicación incluye todos los procesos a través de los cuales la gente se influye mutuamente
 Bateson y Ruesh, 1984

- El Principio de Regulación: Todo acto comunicativo debe obedecer a cierto número mínimo de normas, reglas y conveniencias. Debe existir cierta cantidad de signos compartidos o códigos comunes entre ambas partes (emisor y receptor) para que se realice una comunicación efectiva y exista entendimiento. Un ejemplo de estos códigos comunes puede ser el lenguaje, si dos personas que no hablan el mismo idioma se tratan de comunicar usando el habla, la comunicación no será efectiva ya que no existirá entendimiento ni decodificación del mensaje.

## Axiomas

### 1.erAxioma: La imposibilidad de no comunicar
La comunicación tiene una relación directa con el comportamiento, por lo tanto al no existir el no-comportamiento, tampoco existe la no-comunicación. Sonreír o mostrar seriedad, quedarse callado o hablar, moverse o quedarse inmóvil; todo es comportamiento, así no sea intencional. La intención no es un requisito de la comunicación, así como esta no se limita al campo verbal. En situaciones interpersonales los comportamientos tienen un efecto sobre los demás, envían mensajes y crean comunicación.

### 2ndo Axioma: Niveles de relación y de contenido
Desde una perspectiva interaccional y pragmática el aspecto relacional incluye al de contenido. La comunicación como tal opera en distintos niveles de abstracción que generan los significados:
1. Denotativo o de contenido referencial: lo verbal, las palabras que se dicen.
2. Metalingüístico: semántica y sintaxis del lenguaje, es la estructura del lenguaje, los significados que crean las palabras y frases.
3. Meta-comunicativo: el mensaje implícito que denota cómo es la relación, es lo connotativo, lo no verbal, lo que se quiere comunicar.
4. Meta-meta-comunicativo: se refiere al contexto en el cual se intercambian los mensajes.

Cualquier interacción humana o acto comunicativo puede ser desglosado en estos niveles de contenido.

### 3.erAxioma: Comunicación Digital y analógica
Estos son los dos modos básicos de la comunicación humana. Lo analógico es cuando los objetos y eventos del mundo que nos rodean son expresados mediante una semejanza, la cual tiene una estructura similar al objeto representado (II significa dos). La digital, en cambio, el objeto o evento se expresa mediante signos arbitrarios, como por ejemplo el lenguaje (el dos escrito d-o-s). El contenido en una comunicación se transmite en forma digital, mientras que el lo relacional es analógico.

### 4.º Axioma: Puntuación de Secuencia de Hechos
En una interacción le permite a los comunicantes establecer entre ellos patrones de intercambio que le permitirán organizar sus propios comportamientos y el de los demás. Este proceso se puede considerar una manera de relación de dependencia mutua y circular como si fuera una relación lineal en la que un organismo rige y otro es dirigido, así es que la puntuación va a depender de la naturaleza de la relación entre los participantes.
Si la relación es vista desde afuera (no participativa), se la ve como un intercambio permanente de mensajes, mientras que si se la experimenta desde adentro (participativa), la relación se ve de manera lineal, es decir como actor y reactor.

### 5.º Axioma: Interacción Simétrica
Las relaciones interpersonales son variables y cambian de naturaleza con mucha rapidez. Todo intercambio comunicativo de este tipo da lugar a dos grupos de relación: simétrica y complementaria.
- En la simétrica sus integrantes intercambian el mismo comportamiento, se hace énfasis en la igualdad con respecto a obligaciones, derechos y responsabilidades, como por ejemplo en la relación entre compañeros de trabajo, hermanos o una pareja.
- La complementaria se basa en un máximo de diferencia entre los comportamientos de sus miembros, son dos posiciones diferentes que se interrelacionan, como por ejemplo en la relación entre padre e hijo, jefe y empleado o profesor y alumno.
- También existe la meta-complementaria, la cual se caracteriza por ser manipulativa, ya que busca hacer creer al otro que el define la relación. Es una relación complementaria pero disfrazada de simétrica, como por ejemplo un jefe que hace creer a su empleado que puede comportarse de igual con él.

## Otros aportes del Enfoque Interaccional
- Efecto orquestal (de la causalidad circular): La comunicación puede ser vista como una orquesta de la que forma parte cada miembro y en la que todo el mundo sigue una partitura polimórfica invisible, verbal, gestual, espacial y a veces contradictoria. Todos son partícipes y nadie es el origen, la causa o el fin de nadie.

- El individuo no comunica, participa en la comunicación.
- Analiza la relación diádica (de dos) entre personas.
- La esencia de la comunicación reside en el proceso de relación e interacción.
- Todo comportamiento humano tiene valor comunicativo.
- Los trastornos psíquicos reflejan perturbaciones de la comunicación entre el individuo portador del síntoma y sus allegados. Véase la teoría del doble vínculo.